# يحيى السنوار
يحيى إبراهيم حسن السنوار (1382- 1446هـ / 1962- 2024 م) كان سياسي ومناضل وروائي فلسطيني، شغل منصب رئيس المكتب السياسي لحركة حماس منذ 6 أغسطس 2024، بعد اغتيال إسماعيل هنية. كان رئيسًا للمكتب السياسي لحماس في قطاع غزة من 13 فبراير 2017. ويُعَدُّ من مؤسسي الجهاز الأمني لحركة حماس، الذي أُطلق عليه اسم "جهاز الأمن والدعوة (مجد)" في عام 1985، وهو جهاز متخصِّص بملاحقة المتَّهمين بالتجسُّس لمصلحة الاحتلال الإسرائيلي، أو المتهمين بالكفر. يُعرَف السنوار بمهاراته القيادية وحُنْكته السياسية. وصدرت له رواية بعنوان الشوك والقرنفل كتبها في السجن أيام اعتقاله. شقيقه محمد السنوار هو أحد القياديين البارزين في كتائب القسام.
في عام 1989، أصدرت محكمة عسكرية إسرائيلية في غزة حُكمًا على السنوار بالسَّجن مدى الحياة أربع مرَّات، إضافة إلى 25 عامًا أخرى، بعد إدانته بقتل أربعة فلسطينيين اتُّهموا بالتعاون مع الاحتلال الإسرائيلي. قضى السنوار 22 عامًا في السِّجن قبل أن يُفرَج عنه في عملية تبادل أسرى عام 2011، تضمَّنت إطلاق سراح 1027 أسيرًا فلسطينيًا مقابل الجندي الإسرائيلي جلعاد شاليط.
تعتقد إسرائيل أن يحيى السنوار هو العقل المدبِّر لعملية طوفان الأقصى، وهو من أبرز المطلوبين لديها في الحرب التي شنَّتها على قطاع غزة منذ 8 أكتوبر 2023.
في مايو 2024، أعلن كريم خان، المدَّعي العام للمحكمة الجنائية الدَّولية، نيتَه تقديم طلب للحصول على مذكِّرات اعتقال للسنوار، إلى جانب كل من: إسماعيل هنية، ومحمد ضيف، وبنيامين نتنياهو، ويوأف غالانت، بتهمة ارتكاب جرائم حرب وجرائم ضد الإنسانية. هذا الإعلان جاء جزءًا من تحقيق المحكمة الجنائية الدَّولية في فلسطين، في أعقاب هجوم 7 أكتوبر 2023 الذي شنَّته حماس على منطقة غلاف غزة، والحرب التي شنَّتها إسرائيل على قطاع غزة، والتي أُطلقَ عليها اسم حرب السيوف الحديدية.

## النشأة والتعليم
وُلد يحيى إبراهيم حسن السنوار في مخيم خان يونس، يوم الاثنين أول جُمادى الآخرة 1382هـ الموافق 29 أكتوبر 1962م، وتعود أصول عائلته إلى مدينة مجدل عَسْقَلان المحتلَّة عام 1948، ثم استقرَّ أهله في مخيم خان يونس بعد النزوح. تلقى يحيى تعليمه في مدارس المخيم، وأكمل دراسته الثانوية في مدرسة خان يونس الثانوية للبنين. ثم التحق بالجامعة الإسلامية بغزة وحصل على درجة البكالوريوس في اللغة العربية. في أثناء دراسته الجامعية، نشط في مجلس الطلاب على مدى خمس سنوات، فشغل عدَّة مناصب منها أمين اللجنة الفنية، وأمين اللجنة الرياضية، ونائب رئيس المجلس، ثم رئيسًا له، وأخيرًا نائبًا للرئيس مرَّة أخرى.

## حركة حماس
بعد الإفراج عن يحيى السنوار ضمن صفقة شاليط عام 2011، استعاد مكانته كأحد القياديين البارزين في حركة حماس وأحد أعضاء مكتبها السياسي. تولى مهمة التنسيق بين المكتب السياسي لحماس وقيادة كتائب عز الدين القسام، حيث عمل كـ "ممثل للكتائب" في المكتب السياسي للحركة. وعقب انتهاء العدوان الإسرائيلي على غزة في عام 2014، أمر السنوار بإجراء تحقيقات شاملة لتقييم أداء القيادات الميدانية، ما أدى إلى إقالة بعض القيادات البارزة نتيجة لتلك التحقيقات. في سبتمبر 2015، أدرجت الولايات المتحدة اسم السنوار على "القائمة السوداء للإرهابيين الدوليين"، إلى جانب اثنين آخرين من قياديي حماس، هما محمد الضيف، القائد العام لكتائب القسام، وعضو المكتب السياسي روحي مشتهى.
في 13 فبراير 2017، انتُخب يحيى السنوار رئيسًا للمكتب السياسي لحركة حماس في قطاع غزة، خلفًا لإسماعيل هنية، فيما تم اختيار خليل الحية نائبًا له. جاء انتخاب السنوار خلال الانتخابات الداخلية التي أجرتها الحركة على مستوى مناطق القطاع المختلفة. وبعد استكمال انتخابات حماس الداخلية في الضفة الغربية وخارج فلسطين في منتصف مارس 2017، أُعلن إسماعيل هنية خليفةً لخالد مشعل في قيادة المكتب السياسي للحركة. ووصفت صحيفة الغارديان في مقال عام 2017 وصول السنوار إلى قيادة حماس بأنه خطوة ستضع حدًا للمنافسة الداخلية بين الجناحين السياسي والعسكري للحركة، وستسهم في إعادة تعريف سياسة حماس. ورأت الصحيفة أن انتخاب السنوار كان إشارة واضحة على أولوية قطاع غزة في نهجه السياسي والعسكري، مشيرة إلى أن السنوار يعتبر غزة محورًا أساسيًا للنشاط، بخلاف النهج السابق الذي كان يسعى للتقارب مع السلطة الفلسطينية.
في 16 مايو 2018، أدلى يحيى السنوار بتصريح غير متوقع على قناة الجزيرة، أعلن فيه أن حركة حماس ستتبع نهج «المقاومة الشعبية السلمية»"، مما فتح الباب أمام احتمالات جديدة لدور حماس في المفاوضات مع إسرائيل، رغم تصنيف العديد من الدول لها كمنظمة إرهابية. قبل ذلك بأسبوع، كان السنوار قد شجع سكان غزة على التحرك لكسر الحصار الإسرائيلي، مؤكدًا: «إننا نفضل أن نموت شهداء على أن نموت قهراً وإذلالاً»، مضيفًا: «نحن مستعدون للموت، وسيموت معنا عشرات الآلاف».
في مارس 2021، انتُخِب يحيى السنوار لولاية ثانية مدتها أربع سنوات كرئيس لفرع حركة حماس في غزة، وذلك في انتخابات سرية. بصفته المسؤول الأعلى رتبة في الحركة في القطاع، يُعتبر السنوار الحاكم الفعلي لغزة، وكذلك ثاني أقوى عضو في حماس بعد إسماعيل هنية في ذلك الوقت.
في 15 مايو 2021، وردت تقارير تفيد بأن غارة جوية إسرائيلية استهدفت منزل يحيى السنوار، زعيم حركة حماس في غزة، دون تفاصيل فورية حول وقوع إصابات أو وفيات. وقع الهجوم في منطقة خان يونس جنوب قطاع غزة، وسط تصاعد التوتر بين الفلسطينيين والإسرائيليين. وعلى الرغم من تلك الغارة، ظهر السنوار علنًا أربع مرات على الأقل في الأسبوع التالي. كان أبرزها في مؤتمر صحفي جريء في 27 مايو 2021، عندما أعلن على الهواء أنه سيعود إلى منزله سيرًا على الأقدام بعد انتهاء المؤتمر، متحديًا وزير الدفاع الإسرائيلي بيني غانتس لاتخاذ قرار اغتياله خلال 60 دقيقة قبل وصوله إلى المنزل. أمضى السنوار الساعة التالية يجول في شوارع غزة، والتقط صورًا ذاتية مع الجمهور. في عام 2023، وفي أثناء الحرب بين إسرائيل وحماس، اقترح السنوار إطلاق سراح جميع الأسرى الفلسطينيين في السجون الإسرائيلية مقابل إطلاق سراح جميع الرهائن المختطفين في الصراع.

## تأسيس جهاز "مجد"
في الثمانينيات، كان يحيى السنوار يرى أن كسر الاحتلال الإسرائيلي لا يمكن أن يتم إلا بالقضاء على جميع أدواته، بما في ذلك العملاء والجواسيس. وبناءً على هذا التوجه، اقترح السنوار على الشيخ أحمد ياسين مجموعة من الأفكار لتعزيز الجانب الأمني للمقاومة، من أبرزها تأسيس جهاز الأمن والدعوة "مجد". تولى هذا الجهاز المسؤولية عن الملفات الأمنية الداخلية لحركة حماس. وقاد السنوار مجموعة من الكوادر الأمنية لملاحقة وتتبُّع العملاء الذين كانوا يعملون لصالح إسرائيل. وبمرور الوقت، تحوّل "جهاز مجد" إلى نواة لتأسيس النظام الأمني الداخلي لحركة حماس، وأصبح له دور محوري بجانب إجراء التحقيقات مع العملاء، حيث تطور إلى تعقب ضباط المخابرات الإسرائيلية وأجهزتها الأمنية، مما عزز قدرة الحركة على التصدي للاختراقات الأمنية.

## الاعتقال والسجن

### الاعتقالات
- كانت أول تجربة اعتقال للسنوار عام 1982، وأبقته قوات الاحتلال الإسرائيلي رهن الاعتقال الإداري أربعة أشهر.[29]
- عام 1985 اعتقل مجددا ثمانية أشهر بعد اتهامه بإنشاء جهاز الأمن الخاص بحركة حماس الذي عرف باسم «مجد».[29]
- عام 1988، اعتقل السنوار مجددا وصدر عليه حكم بالسجن أربعة مؤبدات.[29] بعد أن وُجِّهَت له تُهم تتعلَّق بتأسيس جهاز أمني والمشاركة في تأسيس الجهاز العسكري الأول للحركة الذي عُرف باسم "المجاهدون الفلسطينيون"[24]
- أفرج عن السنوار عام 2011 بـ صفقة "وفاء الأحرار" مع أكثر من ألف أسير فلسطيني،[36] في مقابل إطلاق سراح الجندي الإسرائيلي جلعاد شاليط.[29]

بعد إطلاق سراحه عقد قرانه على «سمر محمد أبو زمر صالحة» من مدينة غزة. جرى عقد الزواج يوم الاثنين 21 نوفمبر 2011 في مسجد النور والإيمان بمنطقة المقوسي في مدينة غزة بعد صلاة العصر. وشارك السنوار عقب خروجه من السجن في الانتخابات الداخلية لحماس سنة 2012، وفاز حينئذ بعضوية المكتب السياسي للحركة، وتولَّى مسؤولية الإشراف على الجهاز العسكري لكتائب عز الدين القسام.

### السجن
خلال سنوات سجنه، كان يحيى السنوار متابعًا دقيقًا للمجتمع الإسرائيلي. واظب على متابعة الإعلام العبري بانتظام واطلع على العديد من الدراسات المكتوبة باللغة العبرية التي تناولت الوضع الداخلي الإسرائيلي. هذا الاهتمام العميق بالمجتمع الإسرائيلي تجلَّى في أسلوبه في التعامل مع الاحتلال. وأصبح السنوار أيضًا أحدَ كبار مسؤولي حماس المسجونين، حيث أمضى ساعات طويلة في الحديث مع الإسرائيليين وتعلم ثقافتهم. ووَفقًا لمسؤول كبير سابق في خدمة السجون الإسرائيلية، كان السنوار "مُدمنًا على القنوات الإسرائيلية". في ديسمبر 2004، نُشِر للسنوار وهو سجين رواية بعنوان الشوك والقرنفل، تناولت الواقع الفلسطيني من نكسة 1967 حتى بداية الانتفاضة الثانية عام 2000.

## طوفان الأقصى
بعد ثلاثة أسابيع من الصراع في الحرب بين إسرائيل وحماس عام 2023، اقترح يحيى السنوار، في أعقاب عملية طوفان الأقصى، إطلاق سراح جميع السجناء الفلسطينيين المعتقلين في السجون الإسرائيلية مقابل إطلاق سراح جميع الرهائن المختطفين في النزاع. إلا أن رئيس الوزراء الإسرائيلي بنيامين نتنياهو ومجلس الحرب الإسرائيلي رفضوا هذا العرض عدة مرات، قبل أن يتراجعوا في بداية ديسمبر 2023 ويقبلوا بصفقة تبادل جزئية. أسفرت هذه الصفقة عن وقف إطلاق النار لمدة أربعة أيام، وتم خلالها إطلاق سراح 240 أسيرًا فلسطينيًا من السجون الإسرائيلية مقابل إطلاق سراح 105 مدنيين إسرائيليين، بالإضافة إلى السماح بإدخال المساعدات الإنسانية والوقود إلى قطاع غزة. ومع ذلك، استؤنفت الحرب بعد انتهاء فترة الهدنة. تعتقد السلطات العسكرية الإسرائيلية أن السنوار موجود تحت الأرض في خان يونس مع محمد ضيف ومروان عيسى.

### عقوبات عليه
في 14 نوفمبر 2023، أعلنت الولايات المتحدة الأمريكية وبريطانيا فرضَ عقوبات على يحيى السنوار مع كل من: محمود الزهَّار، وناصر أبو شريف، وأكرم العجوري، ومحمد الهندي. جاء ذلك في أعقاب اندلاع عملية طوفان الأقصى التي بدأت في 7 أكتوبر 2023.

## مقتله
في يوم الخميس 17 أكتوبر 2024، أعلن الجيش الإسرائيلي وجهاز الأمن الداخلي أنهما يحققان في احتمال أن يكون يحيى السنوار من بين ثلاثة أفراد قُتلوا في عملية عسكرية في غزة جرت في اليوم السابق. لم تصدر إسرائيل أو حركة حماس أيَّ تأكيد رسمي في البداية. وكان عثر جنود الجيش الإسرائيلي الذين يحققون في غارة على أعضاءٍ من حماس، على جثة تشبه إلى حد كبير السنوار، وأُخذت عينة منها لفحص الحمض النووي. ثم أكد الجيش الإسرائيلي بعد تحليل الحمض النووي أن السنوار قُتل في اليوم السابق، في تبادل لإطلاق النار مع الجيش الإسرائيلي. وأصدرت شرطة إسرائيل بيانًا يفيد بأن الجثة تطابق سجلات الأسنان وبصَمات الأصابع الخاصَّة بالسنوار. وقال رئيس الوزراء الإسرائيلي بنيامين نتنياهو: إن وفاة السنوار بدايةُ عصر جديد دون حُكم حماس على غزة.
في يوم الجمعة 18 أكتوبر 2024، أكد باسم نعيم أحد أعضاء حركة حماس، في بيان، مقتل يحيى السنوار في غزة، ونعاه عضو المكتب السياسي خليل الحية في كلمة مرئية مسجَّلة ظهر ذلك اليوم. وقد قتل باشتباك مسلح مع الجيش الإسرائيلي ظهر يوم الأربعاء 13 ربيع الآخر 1446هـ الموافق 16 أكتوبر (تشرين الأول) 2024م رفقة قائد كتيبة تل السلطان في رفح وحارسه الشخصي محمود حمدان، عن عمر ناهز ثلاثًا وستين سنة.

## وصلات خارجية
- الصورة التي أزعجت إسرائيل وحسبت لها الحساب في المستقبل: «عباس السيد» و«مروان البرغوثي» و«يحيى السنوار».
- الأسرى - يحيى إبراهيم حسن السنوار، موقع حماس